# Пріорбанк
Пріорбанк (біл. Пріорбанк, біл. тарашк. Прыёрбанк) — найбільший білоруський комерційний приватний банк зі штаб-квартирою у Мінську. Входить до міжнародної банківської групи «Raiffeisen International».
Має 37 центрів банківських послуг, 44 позикові центри й 4 дочірні компанії: «Будинок ОФІС 2000», «Пріорлізинг», «Райффайзен-Лізинг», «Сьома лінія».

## Історія
Заснований 20 січня 1989 як «Мінський інноваційний банк». Акціонерами банку були Мінський автомобільний завод, Білорусьнафта, Гомельська нафтова компанія «Дружба» та ряд інших компаній.
У 1991 перейменований на «Білоруський промислово-інноваційний банк „Пріорбанк“. У листопаді 1991 був акціонерним товариством та отримав Генеральну ліцензію на операції в іноземній валюті. За стратегією розвитку Пріорбанк був визначений як універсальний.
На стадії формування було здійснено активне державне фінансування найбільших державних промислових підприємств. У 1994-1995 відкрилися представництва „Пріорбанку“ в Німеччині, Польщі та Росії.
У червні 1998 Європейський банк реконструкції та розвитку став акціонером банку із часткою 27 %, а в серпні 2008 продав свій пакет.
Пріорбанк був одним із засновників національної карткової системи „BelCart“, першим серед білоруських кредитно-фінансових установ став членом платіжних асоціацій „VISA International“ та „MasterCard“/»Europay".
У 2003 50 % акцій Пріорбанку було придбано австрійською банківською групою «Raiffeisen International». Згодом ця частка була збільшена до 87,74 %.
На сьогоднішній день філія мережі ВАТ «Пріорбанк» налічує понад 90 точок продажу та обслуговування клієнтів.
У квітні 2023 року Канада запровадила санкції проти Пріорбанку.

## Акціонери
87,74 % акцій належить Raiffeisen International, решта акцій належать уряду та приватним інвесторам. На початку 2009 року «Райффайзенбанк» висловив намір стати власником 100 % акцій Пріорбанку.